# Mario a kouzelník
Mario a kouzelník (1930, Mario und der Zauberer) je novela německého spisovatele Thomase Manna, nositele Nobelovy ceny za literaturu za rok 1929, který byl za své veřejné vystupování, rodinné vazby i za obsah svých děl pronásledován nacistickým režimem. Dílo zobrazením davové psychózy vyvolané demagogickým kejklířem varuje před fašismem a poukazuje na to, jak bezohlednost jedince může dohnat obyčejného člověka k nejstrašnějším činům. Roku 1994 novelu zfilmoval německý režisér Klaus Maria Brandauer.

## Děj
Děj začíná příjezdem německé rodiny do italského lázeňského městečka Torre di Venere. Ubytovali se v Grandhotelu, kde je poté číšník odmítl posadit k lepším stolům s odůvodněním, že jsou pouze pro „naše hosty“ – tedy Italy (hloupý fašismus). Jistá italská kněžna požadovala jejich odstěhování jen proto, že jejich děti mírně kašlaly, a ačkoliv doktor potvrdil jejich zdraví, pracovníci hotelu jim "doporučili odstěhování". Opustili tedy i tento příbytek a nakonec skončili v malém penzionku signory Angiolieri, kde se jim líbilo. V následujících dnech se pak setkávali na pláži s dalšími Italy, jejichž chování však bylo zvláštním způsobem strojené a umělé. Atmosféra toho místa pak byla velmi stísněná a nepříjemná. Nejlépe tuto náladu ztělesňoval malý italský chlapec. Při malém štípnutí rakem ztropil příšerné divadlo, přitom ale již druhý den se jal ničit ostatním dětem hrady z písku s ďábelskou radostí.
Jednoho večera vyrazila rodina s dětmi na kouzelnické představení, avšak netušili jeho hrůzný konec. Začátek byl dosti zvláštní – kouzelník nejprve nechal obecenstvo téměř hodinu čekat a poté se na pódiu objevil malý mužík odpudivého vzhledu. Byl to kouzelník Cipolla. Začal se chlubit svými úspěchy v Římě a jiných velkých městech a narážel na bezvýznamnost publika vůči němu. V celém publiku začalo jeho chování vyvolávat smíšené pocity. Proti jeho urážlivým řečem se obořil jeden místní mladík. Kouzelník se zdál býti výborným řečníkem a začal nepřímo napadat onoho mladíka. Nakonec přišel až k němu a začal ho přesvědčovat, že má koliku a mladík se doopravdy začal svíjet v křečích. Obecenstvo začalo mít podezření, že ke svým „kouzlům“ používá hypnózu. Kouzelník svými hypnotickými schopnostmi vnucoval svoji vůli vybraným lidem z obecenstva, a tím je zesměšňoval přede všemi.
Nejvíc šokoval diváky, když zhypnotizoval číšníka Maria a vnukl mu představu, že on je dívka, kterou miluje. Mario se mu vyznal, a tím odhalil svoji tajnou lásku k místní dívce. Dokonce kouzelníka i políbil. Potom ho kouzelník probudil a Mario, rozhořčený a ponížený, utekl z pódia pryč. Náhle se ale zastavil a zcela nečekaně vytáhl zbraň a zastřelil kouzelníka.
Vyděšení účastníci byli zhrozeni Mariovým činem, ale zároveň to pociťovali jako osvobození od bezohledné manipulace s jejich myslí. Pod zdánlivě jednoduchou dějovou linií se skrývá politicko-antifašistický podtext. Celá knížka byla předzvěstí nástupu fašistického režimu, což je naznačeno např. všeobecným chováním obyvatel k cizincům a povýšeným sebevědomím Cipolly.